# Rosegg
Rosegg (slovenska: Rožek) är en ort och kommun  i Österrike. Den ligger i distriktet Villach-Land i förbundslandet Kärnten, 250 km sydväst om huvudstaden Wien. 
Kommunen består av 18 orter (Ortschaften) (inom parentes invånarantal 1 januari 2024):

- Berg (62)
- Bergl (170)
- Buchheim (87)
- Dolintschach (33)
- Drau (88)
- Duel (79)
- Emmersdorf (115)
- Frojach (5)
- Frög (128)
- Kleinberg (45)
- Obergoritschach (51)
- Pirk (79)
- Raun (56)
- Rosegg (464)
- St. Johann (19)
- St. Lambrecht (186)
- St. Martin (134)
- Untergoritschach (104)